# Klasická archeologie

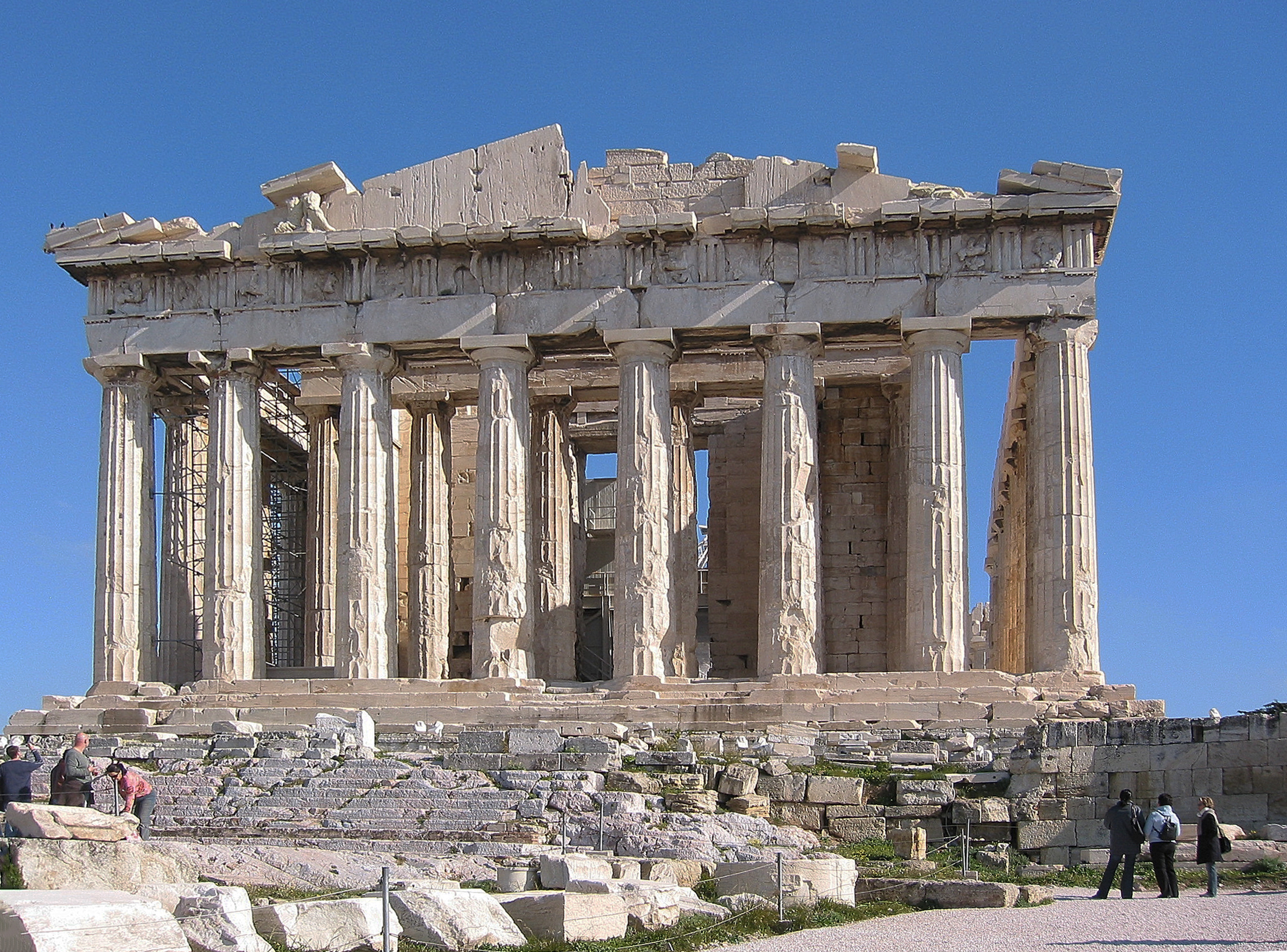
Parthenón v Athénách - nejznámější antický chrám

Klasická archeologie je odvětví archeologie, studující hmotnou kulturu antického starověku. Těžiště bádání tak spočívá v poznávání všech aspektů života antických Řeků, Římanů a dalších národů, které se dostaly to kontaktu s těmito dvěma kulturami nebo které jimi byly v různé míře ovlivněny. Z toho vyplývá, že jde především o bezprostřední sousedy Řeků a Římanů a také další etnika, která např. obývala území římské říše jako Etruskové, Thrákové, nebo územně sousedící Skythové, Iberové, Berbeři aj.
Zakladatelem oboru je německý historik umění a archeolog Johann Joachim Winckelmann. Jeho nejvýznamnějším dílem je kniha Geschichte der Kunst des Alterthums („Historie starověkého umění“), vydaná v roce 1764.

## Klasická archeologie v ČR
V České republice se klasické archeologii věnuje několik pracovišť. Nejvýznamnějším z nich je Ústav pro klasickou archeologii Filosofické fakulty Univerzity Karlovy v Praze. Tento ústav vedl v 90. letech 20. století prof. Jan Bouzek, později doc. Iva Ondřejová, od roku 2013 je ředitelem doc. PhDr. Peter Pavúk, PhD. Ústav spravuje sbírky sádrových odlitků antických soch, jež jsou zčásti zpřístupněny veřejnosti v expozicích na zámku v Duchcově a Hostinném. Členové ústavu realizují terénní projekty v několika oblastech. Dlouhodobý výzkum probíhal od roku 1993 v Bulharsku pod vedením Jana Bouzka na místě někdejšího řeckého emporia Pistiros. Památky římského období byly v Bulharsku nedávno zkoumány na lokalitě Jurta (Strojno). Na tradici bádání na Balkáně nyní navazují výzkumy v jižní Makedonii (Ochridská jezera). Od roku 2002 probíhá expedice v jižním Uzbekistánu, zpočátku na multikulturní lokalitě lokalitě Džandavláttepa, později v rámci povrchových prospekcí v Pašchurtské kotlině a podhůří Bajsúntau a Kugitangu. kde český tým studuje mimo jiné památky z doby tažení Alexandra Velikého. Starší projekty ústavu směřovaly také na Srí Lanku a do libanonského Bejrútu.
Brněnští archeologové z Akademie věd provádějí vykopávky v lokalitě Mušov, kde se nacházejí zbytky jednoho trvalejšího a několika dočasných římských vojenských táborů.
Klasická archeologie je vyučována také na Masarykově univerzitě (Ústav archeologie a muzeologie FF) a podílí se a vede vlastní výzkumné projekty na Krétě a v Pompejích. Významným pracovištěm je i oddělení klasické archeologie v Národním muzeu v Praze, které spravuje největší sbírku antických předmětů v České republice. Další sbírky se nalézají například v Západočeském muzeu v Plzni, kde lze nalézt řadu předmětů z Černomoří, či v Podlipanském muzeu v Českém Brodě. Mnohá muzea své antické sbírky zatím trvale nevystavují.

## Klasickoarcheologické lokality na území ČR
Území ČR sice pravděpodobně nebylo přímou součástí římské říše (možná jen na několik let), ale dochované památky z Mušovska a jiných míst na Moravě svědčí o pobytu a akcích římského vojska proti germánským kmenům, a to hlavně v období tzv. markomanských válek (166 – 180) za vlády císaře Marka Aurelia (121 – 180, císař od roku 161).

## Významní klasičtí archeologové
- Heinrich Schliemann
- Giuseppe Fiorelli
- Arthur Dale Trendall
- Alexander Cambitoglou
- John Beazley
- Jiří Frel
- Jan Bouzek
- Theodor Mommsen
- Johann Joachim Winckelmann
- Reinhard Wolters